# These Are My Twisted Words
These Are My Twisted Words è un singolo dei Radiohead. La canzone è stata ufficialmente pubblicata il 17 agosto 2009 per il download gratuito dal sito della band, e fu composta da Jonny Greenwood e Thom Yorke.